# Rio Fierăria
O Rio Fierăria é um rio da Romênia, afluente do Ghimbav, localizado no distrito de Argeş.